# مرداب (مجموعه نمایش خانگی)
مُرداب یک مجموعهٔ نمایش خانگی ایرانی در ژانر درام و معمایی محصول سال ۱۴۰۲ به کارگردانی برزو نیک‌نژاد و به تهیه‌کنندگی محمد شایسته است. نخستین قسمت از این سریال از چهارشنبه ۱۲ مهر ۱۴۰۲ در پلتفرم فیلم‌نت پخش شد. شهرام حقیقت‌دوست، پانته‌آ پناهی‌ها، حامد کمیلی، مجتبی پیرزاده، الهام اخوان و ستاره پسیانی از بازیگران این مجموعه هستند.

## خلاصه داستان
پسر فیاض در ابتدای داستان کشته می‌شود و به گونه ای ساخته می‌شود که او خودکشی کرده‌است. امیر جعفری در نقش اسفندیار شکیب دنبال دو نفر می‌گردد تا آنها را پیدا کند یکی از آن‌ها ایرج با بازی شهرام حقیقت‌دوست و دیگری سرگرد با بازی حامد کمیلی است. ایرج در ابتدا به عنوان راننده و دستیار فیاض است و قصد دارد از طریق خواهرش آفاق از فیاض کلاهبرداری کند اما موفق نمی‌شود.

## بازیگران و شخصیت‌ها
| بازیگر          | نقش           | توضیحات                                                  |
| --------------- | ------------- | -------------------------------------------------------- |
| شهرام حقیقت‌دوست | ایرج          | شخصیت اصلی، برادر آفاق                                   |
| پانته‌آ پناهی‌ها  | آفاق          | شخصیت اصلی، خواهر ایرج                                   |
| حامد کمیلی      | صدرا فتحی     | سرگرد                                                    |
| بهاره گودرزی    | شهره          | همسر سرگرد صدرا فتحی                                     |
| مجتبی پیرزاده   | کوهیار شکیب   | وکیل، دستیار شکیب، برادر کیوان، همسر گلرخ، دوست پسر ویدا |
| الهام اخوان     | ویدا          | دوست دختر کوهیار، دستیار شکیب                            |
| ستاره پسیانی    | گلرخ          | دامپزشک، همسر کوهیار                                     |
| یسنا میرطهماسب  | کیوان شکیب    | برادر کوهیار، دستیار شکیب، دوست پسر صبا                  |
| الیکا ناصری     | صبا           | دختر خاتون، دوست دختر کیوان، دختر ناتنی شکیب             |
| محمود نظرعلیان  | ذبیح          | دستیار شکیب                                              |
| آرش ظلی‌پور      | شاهین         | خلافکار                                                  |
| صفر محمدی       |               |                                                          |
| مجید پتکی       | نظری          | سرهنگ                                                    |
| معصومه عبداللهی | سوگند         |                                                          |
| مهدی هاشمی      | فیاض          |                                                          |
| امیر جعفری      | اسفندیار شکیب | رئیس باند خلاف کار                                       |
| فرهاد قائمیان   | خالد          | خریدار سنگ تاریخی                                        |

## موسیقی
| شماره | نام                     | خواننده   | مدت  |
| ----- | ----------------------- | --------- | ---- |
| ۱.    | «مرداب» (تیتراژ پایانی) | رضا صادقی | ۲:۵۷ |

## انتشار
| شماره فصل | روز و ساعت پخش | اولین پخش فصل | پایان فصل    | قسمت‌ها | سال انتشار | تعداد قسمت‌های فصل | کانال  |
| --------- | -------------- | ------------- | ------------ | ------ | ---------- | ----------------- | ------ |
| فصل ۱     | چهارشنبه       | ۱۲ مهر ۱۴۰۲   | ۲۵ بهمن ۱۴۰۲ | ۲۰     | ۱۴۰۲       | ۲۰–۱              | فیلم‌نت |